# Ala Kul
L'Ala Kul parfois transcrit Ala Köl est un lac situé au Kirghizistan.

## Histoire
Guillaume de Rubrouck, le voyageur du Moyen-Âge, semble avoir vu le lac lors de son voyage d'allée jusqu'au Karakorum, mais il pense toujours qu'il s'agit d'une mer intérieure, la partie orientale du Lac Balkhach. Il donne une description de l'aire, et du "vent presque continu qui vient par cette vallée [qui] est si fort qu'on ne la traverse pas [la mer] qu'à grand peril, au risque d'être précipité dans la mer. 
Putimtsoff, un voyageur russe, semble croire être le premier occidental à atteindre le lac, en 1811. Sa description mentionne des rochers de différentes couleurs et des vents furieux. Trente ans plus tard, Alexander Schrenk explore le lac et ses environs.
Littéralement, le nom Ala-Köl peut signifier « lac panaché », mais il tire probablement son nom des monts Alataou qui s'élèvent plus au nord.